# Odeta
Odeta (též Odetta nebo Odette) je ženské křestní jméno. Je zdrobnělinou ženského germánského jména Oda, což znamená majetný, bohatý, štěstí. Další podobou je Odilia. Odety mohou slavit svoje jmeniny i 20. dubna či 13. prosince (na svatou Odile).

## Domácké podoby
Óda, Odetka, Odet, Odinka, Oduš

## Známé nositelky
- Odetta, princezna a první labuť, hlavní postava z baletu Labutí jezero
- Odetta, celým jménem Odetta Gordonová-Holmesová (1930-2008), folková zpěvačka
- Odette Annable (* 1985), americká herečka a modelka
- Odette Bancilhon, francouzská astronomka
- Odette Giuffridaová , (* 1994), francouzská judistka, olympijská medailistka
- Odette Hallowes (1912-1995), britská špionka a vězeňkyně: též Odette Sansom, o ní film Odette
- Odette Herviaux, francouzská politička
- Odetta de Champdivers, milenka Karla VI. Francouzského
- Odette Lapierre, kanadská běžkyně maratonu
- Odette Nyiramilimo, rwandská fyzička a bývala politička
- Odeta Šenhelová, česká malířka[zdroj?]

další význam
- Odetta, rod mořských měkkýšů